# خورخي نيفيس (لاعب كرة قدم)
خورخي نيفيس هو لاعب كرة قدم برتغالي في مركز الدفاع، ولد في 21 ديسمبر 1969 في لشبونة في البرتغال. لعب مع AD Fafe ‏.

## وصلات خارجية
- خورخي نيفيس (لاعب كرة قدم) على موقع قاعدة بيانات كرة القدم.إي يو (الإنجليزية)
- خورخي نيفيس (لاعب كرة قدم) على موقع Soccerway.com (الإنجليزية)
- خورخي نيفيس (لاعب كرة قدم) على موقع عالم كرة القدم.نت (الإنجليزية)